# Eaton (Cheshire)
Eaton is een plaats en civil parish in het bestuurlijke gebied Cheshire East, in het Engelse graafschap Cheshire met 289 inwoners.